# Trichotanypus foliaceus
Trichotanypus foliaceus är en tvåvingeart som beskrevs av Wirth och James E. Sublette 1970. Trichotanypus foliaceus ingår i släktet Trichotanypus och familjen fjädermyggor.
Artens utbredningsområde är Alaska. Inga underarter finns listade i Catalogue of Life.